# Atlético Bachilleres
Atlético Bachilleres ist ein ehemaliger mexikanischer Fußballverein aus Guadalajara, Jalisco, der als Filialteam des Club Universidad de Guadalajara fungierte.

## Geschichte
Nachdem die 1970 gegründete Profimannschaft des Club Universidad seit 1974 in der erstklassigen Primera División vertreten war und der Club Deportivo Tampico zu Beginn der Saison 1977/78 die Erstligalizenz des San Luis FC erworben hatte, übernahm die zweite Mannschaft des Club Universidad den durch das Verlassen des CD Tampico frei gewordenen Platz in der zweitklassigen Segunda División. In den ersten Jahren war Atlético Bachilleres noch in der südöstlich von Guadalajara gelegenen Kleinstadt Ocotlán beheimatet, bevor 1981 der Umzug nach Guadalajara, der Heimat des Hauptvereins, erfolgte.
Ausgerechnet in seiner ersten Saison 1981/82 an neuer Wirkungsstätte stieg Atlético Bachilleres in die drittklassige Segunda División 'B' ab, in der die zweite Mannschaft der Universidad de Guadalajara die nächsten 7 Spielzeiten verbrachte. In der Saison 1988/89 gelang die Meisterschaft der Segunda División 'B' und die damit verbundene Rückkehr in die zweite Liga, in der die Mannschaft erneut zwischen 1989 und 1993 vertreten war.
Nach einem erneuten Abstieg zum Ende der Saison 1992/93 war die Mannschaft in der Saison 1993/94 wieder in der dritten Liga vertreten und wurde nach dem Rückzug der ersten Mannschaft zum Ende derselben Saison fortan durch diese in der dritten Liga ersetzt.

## Erfolge
- Meister der Segunda División 'B': 1988/89